# Stiftung Kartei der Not
Die Stiftung Kartei der Not ist eine Sozialstiftung in Bayern, insbesondere aktiv im Verbreitungsgebiet der Augsburger Allgemeinen. Sie wurde 1965 von Ellinor Holland gegründet. Im Dezember 1965 appellierte die Augsburger Allgemeine an ihre Leserschaft um Geldspenden für Hilfsbedürftige in der Region. Der Aufruf hatte großen Erfolg. Aus den Spendenmitteln erwuchs das Leserhilfswerk „Kartei der Not“, um das sich Ellinor Holland von Anfang an kümmerte und das sie fortwährend begleitete und förderte.
Die Philosophie der Kartei der Not seit Jahrzehnten lautet, "Die Not vor unserer Haustüre geht uns alle an!" Ziel der Stiftung ist die Unterstützung für Menschen in der Region, die unverschuldet in eine schwierige Lebenslage gekommen sind und Hilfe brauchen.
Im Dezember 2010 starb Holland. Ihre beiden Töchter Ellinor Scherer als Kuratoriumsvorsitzende und Alexandra Holland als Stellvertreterin führen seither die Stiftung.

## Kuratorium
Verantwortlich für alle wichtigen Weichenstellungen der gemeinnützigen Stiftung ist ein unabhängiges Kuratorium, welches aus 6 Personen besteht. Es trifft sich mindestens einmal im Monat, um den Menschen in Not möglichst schnell und unbürokratisch beistehen zu können. In monatlichen Kuratoriumssitzungen werden hierbei wichtige Entscheidungen getroffen. Bei kleineren Anliegen geschieht das durch das Team der Geschäftsführung.
Das Gremium fungiert gleichzeitig als Gesellschafterversammlung der Ellinor-Holland-Haus gGmbH.

## Geschäftsführung
Hauptamtlicher Geschäftsführer der Kartei der Not sowie der Ellinor-Holland-Haus gGmbH ist Oliver Jaschek.

## Unterstützungsleistungen
Mit über 51 Millionen Euro konnte die Stiftung bis heute Bedürftigen in Bayerisch-Schwaben und dem angrenzenden Oberbayern unter die Arme greifen. Jede Spende geht direkt an die Betroffenen, da alle Personal- und Verwaltungskosten von der Mediengruppe Pressedruck, zu der die Augsburger Allgemeine gehört, getragen werden. Der Kern des sozialen Einsatzes ist die Einzelfallhilfe. 3000 Menschen wenden sich jedes Jahr über soziale Träger an die Kartei der Not, weil sie Hilfe benötigen. Aber auch viele Projekte, die in der Region Augsburg in der Kinder-, Jugend-, Familien- und Seniorenhilfe aktiv sind, werden gefördert.

## Ellinor-Holland-Haus gGmbH
Seit 2016 unterhält die Kartei der Not die Ellinor-Holland-Haus gGmbH. Hierbei handelt es sich um ein betreutes Wohnprojekt mit 28 Wohneinheiten, bei der mehr als 70 Personen wohnen. Dort finden Menschen jeden Alters, deren Leben durch eine schwere Krise aus den Fugen geraten ist, für eine begrenzte Zeit ein neues Zuhause. Sie werden pädagogisch betreut, können neue Kraft schöpfen und im generationenübergreifenden Miteinander Netzwerke knüpfen, um sich wieder ein selbstbestimmtes Leben aufzubauen.

## Presseball
1973 fand die erste große Benefizgala zugunsten der Kartei der Not statt. Gastgeberin Alexandra Holland und ihre Nachfolger veranstalteten seitdem – mit  Ausnahme im Corona-Jahr – jährlich solche Bälle. Am 9. November 2024 feierte die Stiftung mit 2400 Ballgästen den 50. Jubiläumsball. Jährlich wird als Hauptpreis der Tombola ein Auto verlost.